# Régine Crespin
Régine Crespin (Marsella, 23 de febrer de 1927 - París, 5 de juliol de 2007) va ser una soprano francesa. Va fer una carrera internacional sota la direcció de grans mestres, com ara Georg Solti o Herbert von Karajan.

## Carrera
Va ser descoberta arran d'un concurs de cant organitzat per la revista Opéra. Va estudiar al Conservatori de París amb el tenor Georges Jouatte, on va rebre els primeres premis d'òpera, òpera còmica i cant.
Va debutar a Reims l'any 1948 en el paper de Charlotte en Werther. L'any 1951 va fer la seua primera aparició al Palais Garnier i a l'Opéra Comique. Va excel·lir en la seua interpretació de Tosca i en el paper de la Mariscala en El cavaller de la rosa, però també va conrear el repertori francès amb Dialogues des Carmélites de Francis Poulenc o Les Troyens d'Hector Berlioz.
Posseïa una veu punyent amb un timbre clar, un fraseig lligat, una pronúncia perfecta i una gran delicadesa dinterpretació. L'any 1957, André Cluytens la va imposar a Wieland Wagner per a cantar el paper de Kundry en Parsifal al Festival de Bayreuth, paper que va preparar amb Germaine Lubin. Posteriorment va interpretar a Bayreuth altres grans papers wagnerians.
L'any 1961 va debutar al Metropolitan Opera de Nova York amb El cavaller de la rosa. Va interpretar el paper de Brunilda en Der Ring des Nibelungen, sota la direcció de Karajan, al Festival de Pasqua de Salzburg l'any 1967.

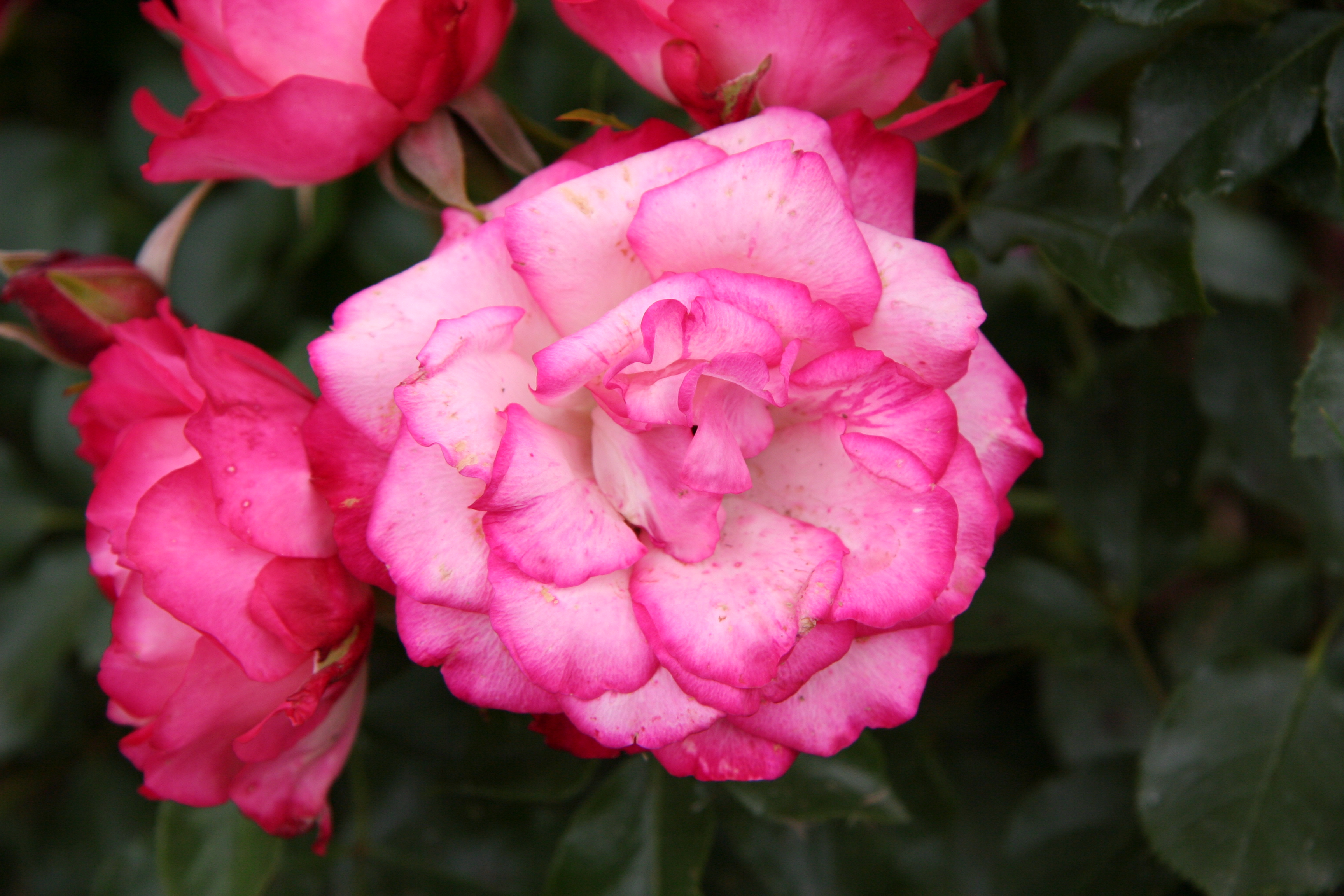
Rosa Regine Crespin, creada per George Delbard en honor seu

També va destacar en el repertori del lied i la cançó. Els seus recitals enregistrats de Les Nuits d'été de Berlioz i de Shéhérazade de Maurice Ravel (sota la direcció d'Ernest Ansermet), com també de les obres de Robert Schumann, Henri Duparc, Gabriel Fauré, Poulenc o Joseph Canteloube, són cèlebres.
De vegades va abordar papers de mezzosoprano (per exemple Madame Flora en La Mèdium, de Gian Carlo Menotti) i va interpretar les operetes d'Offenbach (per exemple La Grande-Duchesse de Gérolstein amb Robert Massard).
Va ensenyar al Conservatori de París a partir de 1976 i fins al 1992. Va acomiadar-se de l'escena l'any 1990. És commandeur de la Legió d'honor i de l'Ordre des Arts et des Lettres.
Georges Delbard va crear una rosa amb el seu nom.

## Personatges
1950
- Elsa (en Lohengrin) a Mülhausen
- Desdèmona (en Otello)
- Marguerite (en Faust)

1951
- 27 juin : Tosca (Tosca) en l'Opéra Comique de París,
- Santuzza (Cavalleria rusticana)
- 10 agost : Elsa (Lohengrin) al Palais Garnier
- La Mariscala (El cavaller de la rosa),

1954
- Sieglinde (Die Walküre),
- La comtessa (Les noces de Fígaro)
- Donna Anna (Don Giovanni),
- Reiza (Oberon) a Bordeus

1957
- Elisabeth Tannhäuser
- Pénélope (en Pénélope)
- Amèlia en Un ballo in maschera
- Didon en Les Troyens
- Madame Lidoine en Dialogues des Carmélites

1958
- Kundry (Parsifal) a Bayreuth

1959
- La Mariscala (El cavaller de la rosa), a Viena

1960
- La Mariscala (El cavaller de la rosa) a Milà

1961
- Kundry (Parsifal) a Bayreuth
- Sieglinde a Barcelona i Lisboa

1962
- Senta (Der fliegende Holländer) al Metropolitan Opera de Nova York

1967
- Brunilda (Die Walküre) a Salzburg

1968
- Brunilda (Die Walküre) a Salzburg

18, 20, 23, 26 octobre 1968
- La Gioconda a Marsella

1971
- Charlotte (Werther) al Metropolitan Opera de Nova York

1972
- Carmen (Carmen) a Miami.

## Obra escrita
- La vie et l'amour d'une femme, Mémoires, 1982
- A la scène, à la ville, 1999, Actes-Sud.